# Рибич, Таня
Та́ня Ри́бич (словен. Tanja Ribič; род. 28 июня 1968, Трбовле) — словенская певица и актриса. Представляла Словению на Евровидение-1997, с песней «Zbudi se» (Проснись). Замужем за Бранко Джуричом.

## Биография
Родилась в словенском городе Трбовле. Окончила Академию театра, радио, кино и телевидения в Любляне. С 1992 года работает в Люблянском городском театре. После победы в национальном отборе была выбрана для представление Словении на Евровидение-1997 и выступила на конкурсе с песней «Zbudi se» (Проснись). Наиболее известна по роли в Магды Велепеч сериале «Наша маленькая клиника».

## Личная жизнь
Замужем за режиссёром Бранко Джуричом. Словенские СМИ также называют из друзьями Анджелины Джоли и Брэда Питта.

## Фильмография
| Год       |   | Русское название       | Оригинальное название            | Роль           |
| --------- | - | ---------------------- | -------------------------------- | -------------- |
| 1990      | ф | Искусственный рай      | Jecarji                          | Афродита       |
| 1990      | ф |                        | Umetni raj                       |                |
| 1990      | ф |                        | Silicijev horizont               |                |
| 1991      | ф |                        | Srcna dama                       | бортпроводница |
| 2001      | ф | Ничья земля            | Ničija zemlja                    | Марта          |
| 2003      | ф | Каймак и мармелад      | Kajmak i marmelada               | Спела          |
| 2007—2011 | с | Наша маленькая клиника | Nasa mala klinika                | Лили Муха      |
| 2008      | ф |                        | Traktor, ljubezen in rock'n'roll | Сильвия        |
| 2010      | ф | Светлая сторона Луны   | La prima notte della luna        | Шейла          |

## Дискография

### Студийные альбомы
- 1999 — «Ko vse utihne»
- 2000 — «To je zdaj amore»